# Forte di Lodrino Superiore
Il forte di Lodrino Superiore sorge in posizione dominante su una collina presso Giovo Ligure nel comune di Pontinvrea. Faceva parte di un sistema difensivo composto da 6 diverse piazzeforti poste a guardia del colle del Giovo per proteggere il Piemonte da eventuali invasioni dal mare.